# اندیس داراب
داراب یک اندیس فلزی است که در حوالی شهر داراب استان فارس قرار دارد و مادهٔ معدنی موجود در آن، منگنز است.سنگ میزبان این اندیس لایه های رادیولاریت است و دیرینگی آن به دوران تریاس بالا تا کرتاسه بالا می‌رسد. 